# Unión General de Trabajadores

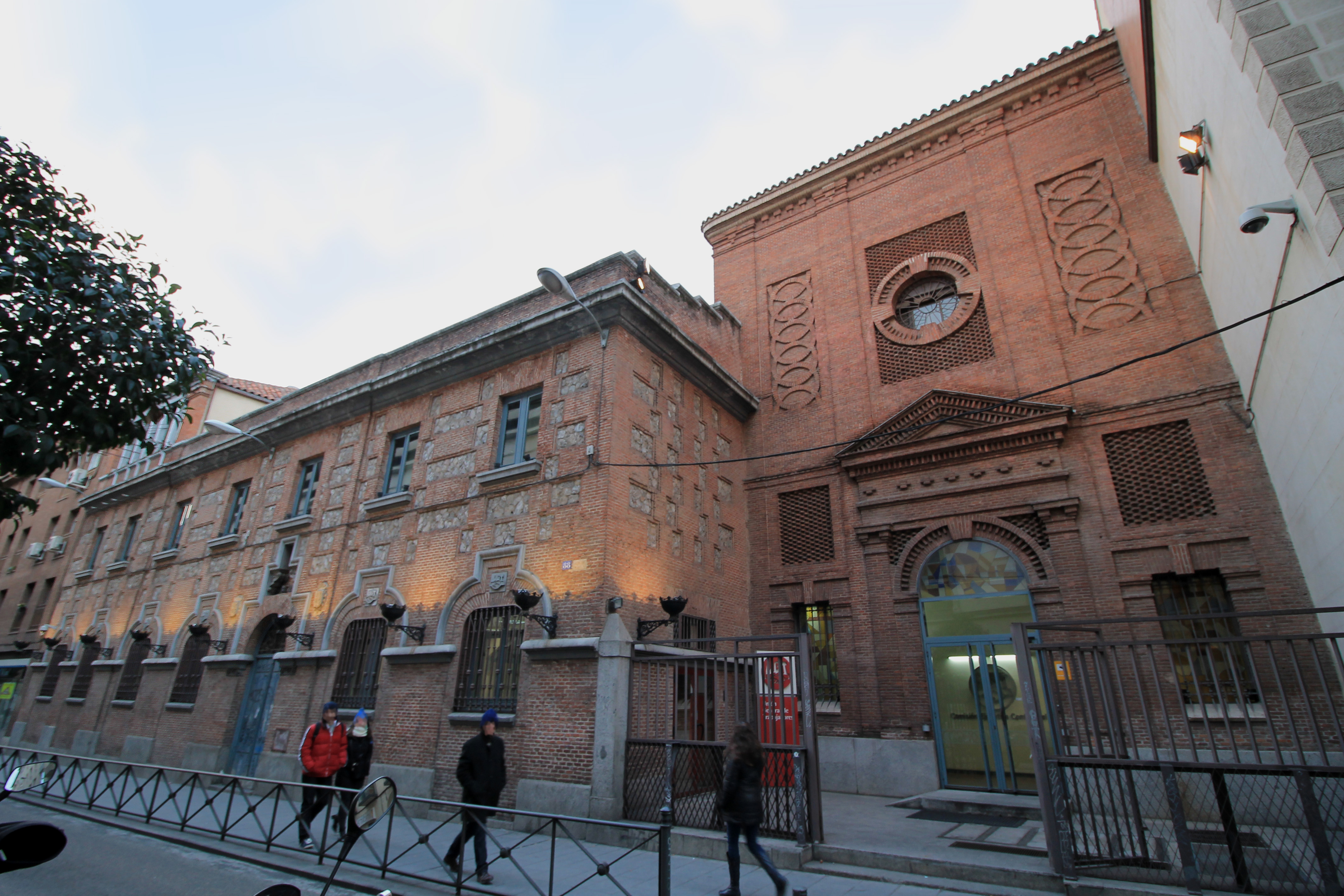
Hauptsitz (Madrid).

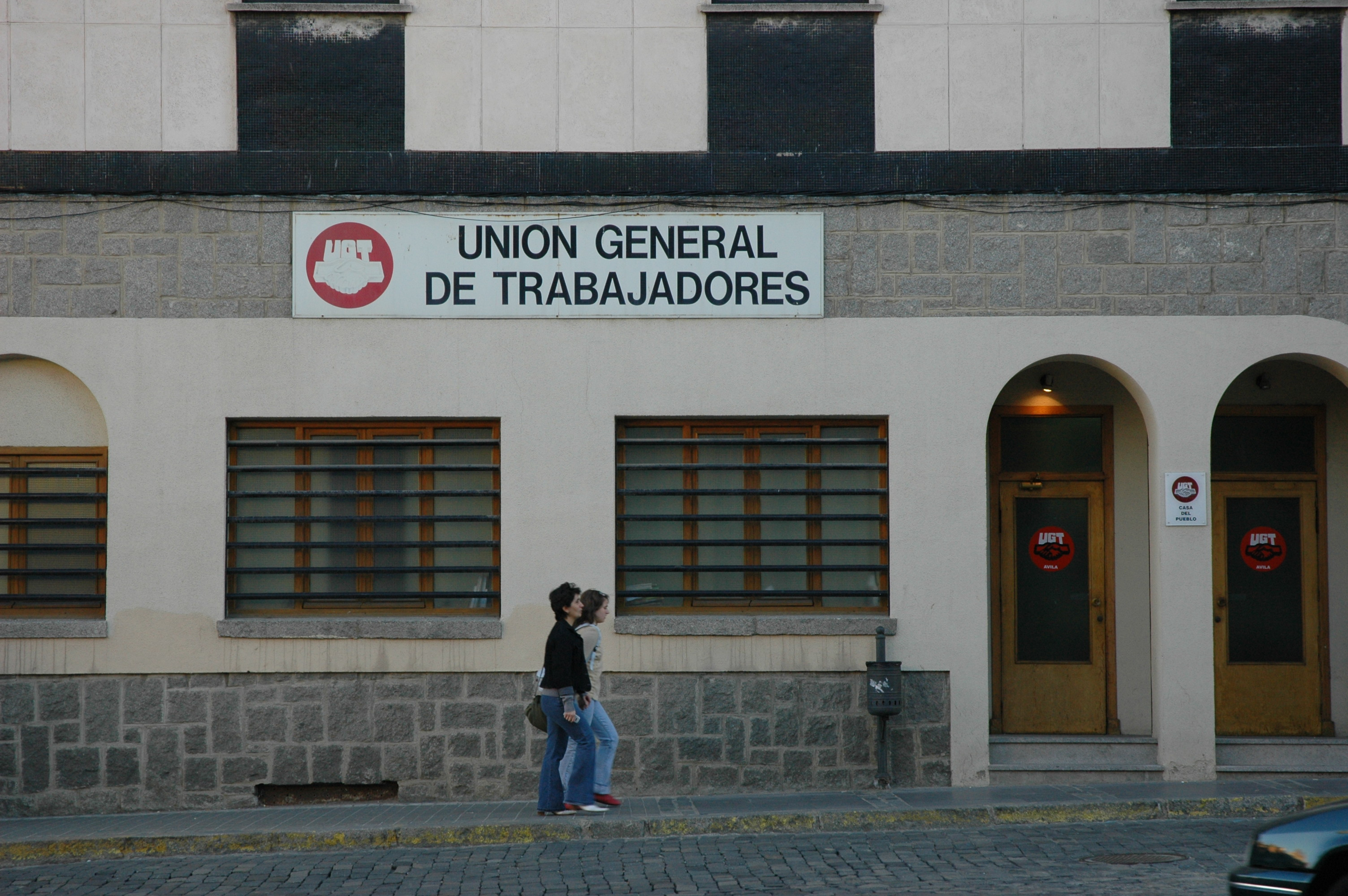
Lokales UGT Büro in Ávila

Die Unión General de Trabajadores (UGT) ist eine 1888 in Barcelona von Pablo Iglesias Posse gegründete spanische Gewerkschaft ursprünglich marxistischer Prägung. Sie ist die mitgliederstärkste Gewerkschaft Spaniens.
Die UGT ist Mitglied des Internationalen Gewerkschaftsbundes (IGB) und des Europäischen Gewerkschaftsbundes (EGB). Die UGT verzeichnet rund 880.000 Mitglieder angegeben (Stand: November 2017).

## Geschichte
Die UGT besaß während der 2. Republik einen starken politischen Einfluss, insbesondere in Madrid.
Sie war von Anfang an eng mit der 1879 ebenfalls von Pablo Iglesias ins Leben gerufenen Sozialistischen Arbeiterpartei Spaniens (PSOE) verzahnt. Zwischen der marxistischen UGT und der anarchistisch orientierten Konkurrenzgewerkschaft Confederación Nacional del Trabajo (CNT) gab es vor und im spanischen Bürgerkrieg häufige Konflikte.
Nach Ende des Franco-Regimes wurde die UGT 1977 wieder zugelassen und ist heute die mitgliederstärkste Gewerkschaft Spaniens vor den Comisiones Obreras (CC.OO.) und hat nach den CC. OO. die zweithöchste Zahl an Gewerkschaftsdelegierten.

## Arbeit
Neben der gewerkschaftlichen Arbeit fungiert die Organisation heute auch als Arbeitsagentur, die Arbeitsplätze vermittelt und sich um die Integration von Menschen bemüht, die Schwierigkeiten haben, eine reguläre Arbeitsstelle zu finden. Dabei konkurriert die UGT mit den staatlichen Arbeitsvermittlungen und anderen öffentlichen Organisationen, die sich zum Teil ebenfalls in der Hand von Gewerkschaften befinden. Eine besondere Zielgruppe der Arbeitsvermittlung der UGT sind Immigranten.